# Zainschmied
Zainschmiede verwendeten in den Hammerwerken die Grobeisenstäbe aus den Hüttenwerken zum Schmieden von Zaineisen. Dieses Halbzeug diente der weiteren Verarbeitung durch Sensen-, Messer-, Klingen- und Nagelschmiede sowie Drahtzieher u. a.
Die Zaineisen wurden auf speziellen Hämmern geschmiedet, im Bergischen und Westfälischen „Reckhämmer“, im übrigen Deutschland und in Österreich „Zainhämmer“ genannt. Diese selbständigen Hammerwerke kamen in der zweiten Hälfte des 16. Jahrhunderts auf und waren nicht an die Hüttenwerke gebunden, sondern wählten ihre Standorte nach dem Bedarf ihrer Halbfabrikate.